# Џејнсвил (Ајова)
Џејнсвил (енгл. Janesville) град је у америчкој савезној држави Ајова. По попису становништва из 2010. у њему је живело 930 становника.

## Демографија
Према попису становништва из 2010. у граду је живело 930 становника, што је 101 (12,2%) становника више него 2000. године.
| Група             | 2000.       | 2010.       |
| Белци             | 822 (99,2%) | 912 (98,1%) |
| Афроамериканци    | 0 (0,0%)    | 6 (0,6%)    |
| Азијати           | 3 (0,4%)    | 2 (0,2%)    |
| Хиспаноамериканци | 2 (0,2%)    | 3 (0,3%)    |
| Укупно            | 829         | 930         |